# Tribunal judiciaire d'Amiens
Le tribunal judiciaire d'Amiens est un tribunal judiciaire situé à Amiens (Somme).

## Bâtiment
Le tribunal judiciaire d'Amiens siège au palais de justice d'Amiens. Il comprend également une annexe située rue Pierre Dubois à Amiens.

## Compétence et organisation
Le ressort du tribunal judiciaire d'Amiens comprend les cantons d'Acheux-en-Amiénois, Ailly-sur-Noye, Amiens 1er (Ouest), Amiens 2e (Nord-Ouest), Amiens 3e (Nord-Est), Amiens 4e (Est), Amiens 5e (Sud-Est), Amiens 6e (Sud), Amiens 7e (Sud-Ouest), Amiens 8e (Nord), Bernaville, Boves, Conty, Corbie, Domart-en-Ponthieu, Doullens, Hornoy-le-Bourg, Molliens-Dreuil, Montdidier, Moreuil, Oisemont, Picquigny, Poix-de-Picardie, Rosières-en-Santerre, Roye et Villers-Bocage.
Le tribunal judiciaire d'Amiens comprend deux tribunaux de proximité situés à Abbeville et Péronne.  
Les décisions du tribunal judiciaire d'Amiens peuvent faire l'objet d'un appel devant la cour d'appel d'Amiens. 

## Chefs de juridiction

### Présidents
Le tribunal judiciaire d'Amiens est présidé par M. Éric Bramat depuis le 28 décembre 2023.
| Nom                 | Date et décret de nomination | Date et décret de nomination |
| ------------------- | ---------------------------- | ---------------------------- |
| Régis Vanhasbrouck  | 1er août 2005                | [ JORF 1 ]                   |
| Thierry Polle       | 25 décembre 2009             | [ JORF 2 ]                   |
| Stéphane Brossard   | 11 décembre 2015             | [ JORF 3 ]                   |
| Dominique Lenfantin | 8 avril 2019                 | [ JORF 4 ]                   |
| Éric Bramat         | 28 décembre 2023             | [ JORF 5 ]                   |

### Procureurs de la République
Le parquet d'Amiens est dirigé par M. Jean-Philippe Vicentini depuis le 16 novembre 2022.
| Nom                     | Date et décret de nomination | Date et décret de nomination |
| ----------------------- | ---------------------------- | ---------------------------- |
| Patrick Beau            | 10 novembre 2003             | [ JORF 6 ]                   |
| Bernard Farret          | 23 avril 2010                | [ JORF 7 ]                   |
| Alexandre de Bosschère  | 4 avril 2016                 | [ JORF 8 ]                   |
| Jean-Philippe Vicentini | 16 novembre 2022             | [ JORF 9 ]                   |